# Nicolas Le Gal
Nicolas Le Gal (Lannion, 1 de marzo de 1982) es un deportista francés que compitió en vela en la clase RS:X. Ganó una medalla de plata en el Campeonato Europeo de RS:X de 2007.

## Palmarés internacional
| \| Campeonato Europeo \| Campeonato Europeo \| Campeonato Europeo \| Campeonato Europeo \| \| Año \| Lugar \| Medalla \| Clase \| \| ------------------ \| ------------------ \| ------------------ \| ------------------ \| \| 2007 \| Limassol (Chipre) \| Medalla de plata \| RS:X \| |                   |                  |       |
| Campeonato Europeo |                   |                  |       |
| Año | Lugar             | Medalla          | Clase |
| 2007 | Limassol (Chipre) | Medalla de plata | RS:X  |